# Jezioro Ławickie
Jezioro Ławickie – jezioro morenowe w południowo-zachodniej części gminy Sieraków, na Pojezierzu Poznańskim, we wsi Ławica.